# Марков Мойсей Олександрович
Мойсей Олександрович Марков (30 квітня [13 травня] 1908; Розсказово, Тамбовська губернія, Російська імперія — 1 жовтня 1994 року; Москва, Росія) — радянський фізик-теоретик.
Академік (від 1966), академік-секретар Відділення ядерної фізики АН СРСР (1968—1988), радник президії РАН (від 1988).

## Життєпис
У 1926—1930 роках — студент фізико-математичного факультету Московського університету. Після закінчення університету він був залишений в аспірантурі.
До 1934 року працював у Фізичному інституті МДУ.
Від 1934 року працював у Фізичному інституті АН СРСР (ФІАН).
1953 року обраний членом-кореспондентом Академії наук СРСР.
Протягом 1956—1962 років працював у Дубні в Об'єднаному інституті ядерних досліджень.
Від 1962 року — знов у ФІАН.
1966 року обраний дійсним членом АН СРСР
Протягом 1967—1988 років — академік-секретар Відділення ядерної фізики Академії наук СРСР.
У 1973—1987 роках — голова Радянського Пагуоського комітету
Один із академіків АН СРСР, які підписали 1973 року лист учених у газету «Правда» із засудженням «поведінки академіка А. Д. Сахарова». У листі Сахарова звинувачено в тому, що він «виступив із низкою заяв, що ганьблять державний устрій, зовнішню і внутрішню політику Радянського Союзу», а його правозахисну діяльність академіки оцінювали як «таку, що ганьбить честь і гідність радянського вченого»[1][2].
Автор науково-фантастичної повісті «Помилка фізіолога Ню», опублікованої в журналі «Наука и жизнь».
Помер 1 жовтня 1994 року. Похований на Хованському цвинтарі в Москві.

## Наукова діяльність
Основні праці з квантової механіки та фізики елементарних частинок. Запропонував теорію так званих нелокалізованих полів у вигляді некомутативності поля та координати (1940). Розробив складену модель елементарних частинок (1953), на основі якої передбачав можливість збуджених станів адронів (1955). Йому належать фундаментальні дослідження з фізики нейтрино (1957). Обґрунтував доцільність проведення нейтринних експериментів на великих глибинах під землею та можливість проведення нейтринних дослідів на прискорювачах (1958). Першим висунув гіпотезу про те, що повні перерізи розсіювання лептонів на нуклонах зі зростанням енергії прямують до перерізів пружних розсіянь на точкових нуклонах (1963). Висунув ідею про можливе існування елементарних частинок гранично великих мас — максимонів (1965), а також фрідмонів — частинок із мікроскопічними повною масою та розмірами, які є за своєю структурою майже замкнутими всесвітами.
1955 року підписав «Лист трьохсот».
Входив до редколегії журналу «Теоретична та математична фізика».
Виступав на загальних зборах АН СРСР за збереження єдиної АН СРСР.

## Нагороди
- Герой Соціалістичної Праці (12 травня 1978)
- чотири ордени Леніна (12 травня 1968; 20 липня 1971; 17 вересня 1975; 12 травня 1978)
- орден «Знак Пошани» (19 вересня 1953)
- медалі